# جول دو بولينياك
 جول أرمان أوغسط ماري دو بولينياك (بالفرنسية: Jules de Polignac)‏ (14 أيار 1780 ـ 2 آذار 1847) : سياسي فرنسي.

أمير في الإمبراطورية الرومانية المقدسة، ثم الدوق الثالث في عائلة بولينياك. أثناء رئاسته لمجلس الوزراء لعب دوراً جوهرياً في انطلاقة ثورة تموز 1830، ويعتبر متورطاً في أحداث ثورة يوليو وغزو الجزائر، وكذلك يعتبر رينيه الثالث أمير موناكو حفيد شقيقه الأصغر من الجيل الثالث. وكتب رساله بولينياك الى الدوق دوفال.
اسباب ودوافع الحقيقيه للاحتلال :
* الدافع الاقتصادي: استغلال ثروات وخيرات الجزائر .
* الدافع السياسي: استغلال ازمه الداخليه الفرنسيه في عهد ملك تشارل العاشر.
* الدافع الديني: الحقد على الاسلام ونشر المسيحيه
* الدافع العسكري: استغلال ضعف الاسطول الجزائري بعد معركة نافرين 20 اكتوبر 1827

## روابط خارجية
- جول دو بولينياك على موقع الموسوعة البريطانية (الإنجليزية)